# Stegana vietnamensis
Stegana vietnamensis är en tvåvingeart som beskrevs av Vasily S. Sidorenko 1997. Stegana vietnamensis ingår i släktet Stegana och familjen daggflugor.
Artens utbredningsområde är Vietnam. Inga underarter finns listade i Catalogue of Life.